# Liszka Górna
Liszka Górna – część miasta Częstochowa, należąca do dzielnicy Lisiniec.
W czasie ofensywy styczniowej prowadzonej przez Armię Czerwoną od 23 do 31 stycznia 1945 roku w Liszce Górnej kwaterował sztab 1 Frontu Ukraińskiego.
Do Częstochowy została włączona 1 lipca 1952 roku. Wcześniej należała do gminy Grabówka.